# هنري آدامز بولارد
هنري آدامز بولارد هو محامي وقاضي وسياسي أمريكي، ولد في 9 سبتمبر 1788 في بيبريل في الولايات المتحدة، وتوفي في 17 أبريل 1851 في نيو أورلينز في الولايات المتحدة. نشط حزبياً في الحزب الديمقراطي وحزب اليمين. وقد انتخب عضو مجلس نواب لويزيانا ‏ وانتخب عضو مجلس النواب الأمريكي ‏.